# جایزه ادبی مهرگان
جایزه ادبی مهرگان یا جایزه مهرگان ادب جایزه ایست ادبی که همه ساله در مهرماه برگزار می‌شود. مهرگان در حوزه محیط زیست و علم نیز جایزه اهدا می‌کند. دوره بیست‌و‌پنجم و بیست‌و‌ششم آن، در ۱۴۰۴ برگزار خواهد شد.

## تاریخچه
اولین دورهٔ جایزه مهرگان در مهرماه سال ۱۳۷۸ با انتخاب بهترین رمان فارسی برگزار شد. در آن سال هفت نفر از منتقدان و صاحب‌نظران ادبیات معاصر ایران به عنوان نخستین هیئت داوران جایزه مهرگان ادب، تندیس مهرگان و جایزه نقدی یک میلیون تومانی آن را برای بهترین رمان فارسی به رمان «نیمه غایب» نوشته حسین سناپور اهدا کردند. در اولین دوره جایزه مهرگان ادب داستان بلند «تعلیق» نوشته محمد رحیم اخوت نیز لوح تقدیر مهرگان ادب را دریافت کرد.
جایزه مهرگان تا کنون در هفت بخش برگزار شده است: چهاربخش در زمینه ادبیات داستانی معاصر با عنوان «مهرگان ادب» و سه بخش در حوزه علم با عنوان «مهرگان محیط زیست».
در طول دو دهه برگزاری جایزه، بیش از پنجاه نفر از منتقدان و چهره‌های برجسته ادبی و علمی ایران هیئت داوران جایزه مهرگان را تشکیل داده‌اند و در این مدت حدود یکصد نفر از نویسندگان، پژوهشگران و فعالان محیط زیست به عنوان برگزیدگان جایزه معرفی شده‌اند.
جایزه مهرگان را از سال ۱۳۷۸ تا سال ۱۳۸۵ شرکت «پکا»، برگزار می‌کرد که یک شرکت تعاونی پخش و توزیع متشکل از ناشران برجسته کشور بود. اما از سال ۱۳۸۵ که پکا تعطیل شد، این جایزه به صورت مستقل و با دبیری علیرضا زرگر (مدیرعامل سابق پکا) و با حمایت مالی شکوه فرگاه، اکرم طاهرپور و سودابه سلگی برگزار می‌شود.

### انواع
جوایز مهرگان در سه نوع ارائه می‌شوند:
1. تندیس مهرگان، جایزه نقدی و لوح تقدیر برای برگزیده اصلی
2. لوح تحسین هیئت داوران برای برگزیدگان دوم و سوم
3. لوح تقدیر برای یک یا دو نویسنده راه یافته به مرحله نهایی

### بخش‌های جایزه
جایزه مهرگان در حال حاضر در دو حوزه ادب و علم و در بخش‌های زیر برگزار می‌شود:
- مهرگان ادب برای «بهترین رمان»
- مهرگان ادب برای «بهترین مجموعه داستان کوتاه»
- مهرگان ادب برای «یک عمر تلاش در عرصه نوشتن»
- مهرگان ادب برای «بهترین رمان نوجوان»
- مهرگان علم (علم برای همه) برای «بهترین کتاب» در عرصه محیط زیست
- مهرگان علم برای «برترین تشکل مردم‌نهاد» در عرصه محیط زیست و حیات وحش
- مهرگان علم برای «یک عمر تلاش در عرصه محیط زیست» به شخصیت برجسته و تأثیرگذار
- افزوده شدن بخش‌های جدید به حوزه‌های ادب و علم و نیز اهدای جایزه مهرگان در حوزه هنر در برنامه اجرایی دبیرخانه جایزه مهرگان قرار دارد.

## حامیان
هزینه‌های عمومی و اجرایی جایزه از سوی بنیان‌گذار و مدیر مسؤول جایزه مهرگان تأمین می‌شود. در سال‌های برگزاری جایزه فرهیختگانی ادب‌پرور و دوستدار علم و محیط زیست با کمک‌های مالی خود به برگزاری جایزه مهرگان علم و ادب یاری رسانده‌اند:
- خانم شکوه فرگاه بانی مهرگان ادب و اهداکننده مبلغ نقدی جایزه مهرگان ادب، بخش رمان در سال‌های ۱۳۷۹ تا ۱۳۸۵
- خانم اکرم طاهرپور اهداکننده مبلغ نقدی جایزه مهرگان علم (محیط زیست) در سال‌های ۱۳۸۰ تا ۱۳۸۵
- خانم سودابه سلگی اهداکننده مبلغ نقدی جایزه مهرگان ادب (در دو بخش) از سال ۱۳۸۵ تا کنون
- آقای امیر زرگر حامی مالی بخشی از هزینه‌های برگزاری جایزه مهرگان در سال‌های ۹۶–۱۳۹۵
همچنین جمعی از علاقه‌مندان به کتاب و محیط زیست و تنی چند از داوران مهرگان به صورت افتخاری در پیشبرد امور اجرایی بخش‌های مختلف جایزه مهرگان سهیم بوده‌اند.

## مبانی اجرایی و شاخصه‌های داوری
بنیان‌گذار و مدیر مسئول جایزه مهرگان مهم‌ترین وظیفه برگزارکنندگان جوایز مستقل را احترام به استقلال رأی داوران، ایجاد بستر مناسب برای بیطرفانه و منصفانه قضاوت کردن و تداوم کار در چارچوب اصول حرفه‌ای می‌داند. از نظر علیرضا زرگر مهم‌ترین شاخصه‌های داوری در جایزه مهرگان برخورداری از دانش و تجربه، شجاعت در بیان نقد و نظر، استقلال رأی و تعصب‌پرهیزی است.

## داوران

### مهرگان ادب
زنده‌یادان: کریم امامی، علی‌محمد حق‌شناس و فتح‌الله بی‌نیاز.
خانم‌ها: ثریا قزل‌ایاغ، گلی امامی، پروین سلاجقه، مژده دقیقی، شهلا زرلکی، محبوبه میرقدیری، سودابه سلگی، لیلا صادقی و الهام عظیم.
آقایان: کامران فانی، عنایت سمیعی، صفدر تقی‌زاده، علیرضا زرگر، فرخ امیرفریار، حسن میرعابدینی، احمد پوری، مهدی غبرایی، علیرضا سیف‌الدینی، جواد اسحاقیان، حسین آتش‌پرور، هوشیار انصاری‌فر، حسین ورجانی، سیاوش گلشیری و ابوالفضل حسینی.

### مهرگان ادب نوجوان
خانم‌ها: چیستا یثربی، فروغ جمالی، شهره کائدی، ثریا قزل ایاغ و پروین سلاجقه.
آقایان: هوشنگ مرادی کرمانی، رضی هیرمندی، مرتضی خسرونژاد، شهرام اقبال‌زاده و مسعود ناصری.

### مهرگان علم
خانم‌ها: مژگان جمشیدی،
آقایان: هوشنگ ضیائی، عبدالحسین وهاب‌زاده، حسنعلی لقائی، محمدرضا داهی، بهرام معلمی، محمد درویش.

## برگزیدگان جایزه مهرگان ادب در بخش رمان، نوولت یا داستان بلند

### دوره اول: سال ۱۳۷۸
بهترین رمان:
- نیمه غایب، حسین سناپور
رمان تحسین شده هیئت داوران:
- داستان بلند تعلیق، محمدرحیم اخوت
با تقدیر از رمان‌های:
- کولی کنار آتش، منیرو روانی‌پور
- شاه کلید، جعفر مدرس صادقی

### دوره دوم: سال ۱۳۷۹
بهترین رمان:
- اسفار کاتبان، ابوتراب خسروی
رمان‌های تحسین شده هیئت داوران:
- برهنه در باد، محمد محمدعلی
- شهری که زیر درختان سدر مرد، خسرو حمزوی

### دوره سوم: سال ۱۳۸۰
بهترین رمان:
- چراغ‌ها را من خاموش می‌کنم، زویا پیرزاد
رمان تحسین شده هیئت داوران:
- هم‌نوایی شبانه ارکستر چوب‌ها، رضا قاسمی
با تقدیر از رمان‌های:
- تهران شهر بی‌آسمان، امیرحسن چهل‌تن؛ طلسم، شهلا پروین‌روح؛ دکتر نون زنش را بیشتر از مصدق دوست دارد، شهرام رحیمیان

### دوره چهارم: سال ۱۳۸۱
بهترین رمان:
- (برنده‌ای نداشت)
رمان‌های تحسین شده هیئت داوران:
- پرنده من، فریبا وفی
- من ببر نیستم پیچیده به بالای خود تاکم، محمدرضا صفدری
- سیماب و کیمیای جان، رضا جولایی

### دوره پنجم: سال ۱۳۸۲
بهترین رمان:
- نام‌ها و سایه‌ها، محمدرحیم اخوت
با تقدیر از رمان‌های:
- سنج و صنوبر، مهناز کریمی؛ نفس نکش بخند بگو سلام، حسن بنی‌عامری

### دوره ششم: سال ۱۳۸۳
بهترین رمان:
به‌طور مشترک به:
- آبی‌تر از گناه، محمد حسینی؛ ماهی‌ها در شب می‌خوابند، سودابه اشرفی
رمان تحسین شده هیئت داوران:
- کیمیا خاتون، سعیده قدس

### دوره هفتم: سال ۱۳۸۴
بهترین رمان:
- و دیگران، محبوبه میرقدیری
رمان تحسین شده هیئت داوران:
- بازی آخر بانو، بلقیس سلیمانی؛ رؤیای تبت، فریبا وفی
با تقدیر از رمان‌های:
- کی ما را داد به باخت، فرهاد کشوری؛ خاطرات عاشقانه یک گدا، حسن فرهنگی؛ پارسیان و من اثر آرمان آرین.

### دوره هشتم: سال ۱۳۸۵
بهترین رمان:
به‌طور مشترک:
- باغ تلو، مجید قیصری؛ عقرب روی پله‌های راه‌آهن اندیمشک یا از این قطار خون می‌چکد قربان!، حسین مرتضائیان‌آبکنار

### دوره‌های نهم و دهم: سال‌های ۸۷–۱۳۸۶ (دوسالانه)
بهترین رمان:
- مونالیزای منتشر، شاهرخ گیوا
رمان تحسین شده هیئت داوران:
- پری فراموشی، فرشته احمدی

### دوره‌های یازدهم و دوازدهم: سال‌های ۸۹–۱۳۸۸ (دو سالانه)
بهترین رمان:
- شبیه عطری در نسیم، رضیه انصاری
رمان‌های تحسین شده هیئت داوران:
- دو پردهٔ فصل، فرشته مولوی؛ زیر چتر شیطان، زنده‌یاد محمد ایوبی

### دوره‌های سیزدهم و چهاردهم: سال‌های ۹۱–۱۳۹۰ (دو سالانه)
بهترین رمان:
- مردگان جزیره موریس، فرهاد کشوری
رمان تحسین شده هیئت داوران:
- گراف گربه، هادی تقی‌زاده

### دوره‌های پانزدهم و شانزدهم: سال‌های ۹۳–۱۳۹۲ (دو سالانه)
بهترین رمان:
- چیدن باد؛ محمد قاسم‌زاده
رمان‌های تحسین شده هیئت داوران:
- خوف، شیوا ارسطویی؛ کافور پوش، عالیه عطایی
با تقدیر از:
- رمان پایان خوش ناتمام، کاوه میرعباسی

### دوره‌های هفدهم و هجدهم: سال‌های ۹۵–۱۳۹۴ (دو سالانه)
بهترین رمان:
- این سگ می‌خواهد رکسانا را بخورد؛ قاسم کشکولی.
رمان‌های تحسین شده هیئت داوران:
- کوچه ابرهای گمشده، کورش اسدی؛ فراموشی، جواد پویان.
- بر اساس آیین‌نامه جایزه مهرگان، جایزه فقط به نویسندگان زنده تعلق می‌گیرد، به دلیل ارزش ادبی رمان کوچه ابرهای گمشده نوشته کورش اسدی، با رأی هیئت داوران، جایزه مهرگان با پذیرش یک استثناء در آیین‌نامه، جایزه‌ای معادل با رمان برگزیده (تندیس مهرگان و جایزه نقدی) به این رمان که نویسنده در طول دوره جایزه درگذشته، اهدا کرده است.

با تقدیر از رمان‌های:
- گلوگاه، طیبه گوهری؛ افغانی‌کِشی، محمدرضا ذوالعلی

### دوره‌های نوزدهم و بیستم: سال‌های ۹۷–۱۳۹۶ (دو سالانه)
از فروردین‌ماه ۱۳۹۷ گردآوری آثار این دوره جایزه در دبیرخانه مهرگان شروع شده و هیئت‌های داوری در مراحل
مقدماتی و نهایی کار بررسی رمان‌ها را آغاز کرده‌اند.

## برگزیدگان جایزه مهرگان ادب در بخش مجموعه داستان کوتاه

### دوره اول: سال ۱۳۸۳
بهترین مجموعه داستان کوتاه:
به‌طور مشترک:
- هتل مارکوپولو، خسرو دوامی؛ بگذریم، بهناز علی‌پورگسکری
با تقدیر از مجموعه داستان‌های:
- سپیدرود زیر سی‌وسه‌پل، کیهان خانجانی؛ پایان درخت سیب، نوشین سالاری؛ انجیرهای سرخ مزار، محمدحسین محمدی

### دوره دوم: سال ۱۳۸۴
بهترین مجموعه داستان کوتاه:
- برنده‌ای نداشت
با تقدیر از مجموعه داستان‌های:
- (در این سال ۱۹ تک داستان از میان مجموعه داستان‌های ۱۹ نویسنده مورد تقدیر هیئت داوران قرار گرفت)

- انتری که سوگوار لوطی‌اش است، از مجموعه زنی شبیه حوا، علی‌الله سلیمی
- اندر احوالات آن یک نفر، از مجموعه تا مقصد می‌خوابم بیدارش نکن، جواد عاطفه
- بالکن، از مجموعه امروز نوبت من نیست، شهلا معصومی‌نژاد
- بلبل حلبی، از مجموعه بلبل حلبی، محمد کشاورز
- تفنگ، از مجموعه بوی خیس کاج، گیتی رجب‌زاده
- جیب‌های بارانی‌ات را بگرد، از مجموعه جیب‌های بارانی‌ات را بگرد، پیمان اسماعیلی
- چراغ روشن، اتاق تاریک، از مجموعه شمایل لرزان مردها، هادی نودهی
- دو بیمار، از مجموعه یک مشت گرفتاری، محمدجواد خردمند
- دیدگاه، از مجموعه سه دختر گل‌فروش، مجید قیصری
- ژرفای سرمه‌ای، از مجموعه ژرفای سرمه‌ای، کیا بهادری
- ساعت از مرگ گذشت، از مجموعه ساعت از مرگ گذشت، ناتاشا محرم‌زاده
- سکته نکردم، از مجموعه من آناکارنینا نیستم، چیستا یثربی
- سومین نامه، از مجموعه به زانو در نیا، محمدرضا گودرزی
- سونات زنانه، از مجموعه بریم خوشگذرونی، علیرضا محمودی ایرانمهر
- عنکبوت، از مجموعه عنکبوت، سیامک گلشیری
- مردی در باران، از مجموعه نیمه تنهای من، سونا نجاتی
- مقبره، از مجموعه می‌مانم پشت در، علی‌اصغر عزتی پاک
- همسایه خدا، از مجموعه انتخاب آزاد، حمیده واعظ‌زاده
- یک نقش و دو نقش، از مجموعه یک سکه در دو جیب، علی‌اصغر شیرزادی

### دوره سوم: سال ۱۳۸۵
بهترین مجموعه داستان کوتاه به‌طور مشترک:
- زنی با چکمه ساق بلند سبز، مرتضی کربلایی‌لو؛ زندگی مطابق خواسته تو پیش می‌رود، امیرحسین خورشیدفر

### دوره‌های چهارم و پنجم: سال‌های ۸۷–۱۳۸۶ (دوسالانه)
بهترین مجموعه داستان کوتاه:
- برف و سمفونی ابری، پیمان اسماعیلی
مجموعه داستان تحسین شده هیئت داوران:
- هجوم آفتاب، قباد آذرآیین

### دوره‌های ششم و هفتم: سال‌های ۸۹–۱۳۸۸ (دو سالانه)
بهترین مجموعه داستان کوتاه:
- بماند، بهناز علی‌پور گسکری
- مجموعه داستان‌های تحسین شده هیئت داوران:
- و حالا عصر است، طیبه گوهری؛ خواب با چشمان باز، ندا کاووسی‌فر

### دوره‌های هشتم و نهم: سال‌های ۹۱–۱۳۹۰ (دو سالانه)
بهترین مجموعه داستان کوتاه:
- سمفونی قورباغه‌ها، کرم‌رضا تاج‌مهر (دریکوندی)
مجموعه داستان‌های تحسین شده هیئت داوران:
- نوروز آقای اسدی، محمد کلباسی؛ آن‌ها کم از ماهی‌ها نداشتند، شیوا مقانلو
با تقدیر از مجموعه داستان‌های:
- امروز شنبه، یوسف انصاری؛ بوی قیر داغ، علی‌اکبر حیدری

### دوره‌های دهم و یازدهم: سال‌های ۹۳–۱۳۹۲ (دو سالانه)
بهترین مجموعه داستان کوتاه:
- سرطان جن؛ رامبد خانلری
مجموعه داستان‌های تحسین شده هیئت داوران:
- غریبه‌ای زیر درخت نارنج، کرم‌رضا تاج‌مهر؛ پل‌ها، احمد ابوالفتحی
با تقدیر از مجموعه داستان‌های:
- دور برگردان، میثم کیانی؛ عکس‌های دسته جمعی، حمید امجد

### دوره‌های دوازدهم و سیزدهم: سال‌های ۹۵–۱۳۹۴ (دو سالانه)
بهترین مجموعه داستان کوتاه:
- نوبت سگ‌ها؛ سروش چیت‌ساز
مجموعه داستان‌های تحسین شده هیئت داوران:
- بیدار نشدن در ساعت نمی‌دانم چند، احمد آرام؛ لب‌خوانی، ابوذر قاسمیان
با تقدیر از مجموعه داستان‌های:
- خانه کوچک ما، داریوش احمدی؛ گنبد کبود، کورش اسدی

### دوره‌های چهاردهم و پانزدهم: سال‌های ۹۷–۱۳۹۶ (دو سالانه)
بهترین مجموعه داستان کوتاه:
- آه ای مامان، احمد حسن‌زاده
مجموعه داستان‌های تحسین شده هیئت داوران:
- او، محمد کلباسی؛ خاطرات یک دروغگو؛ نسیم وهابی
با تقدیر از مجموعه داستان‌های:
- دوازده نت برای سکوت، کیوان صادقی؛ بوطیقای شیطان؛ علیرضا لبش

## برگزیدگان جایزه مهرگان ادب در بخش بهترین رمان نوجوان

### دوره اول: سال ۱۳۸۱
بهترین رمان نوجوان:
- میهمانی دیوها، جعفر توزنده جانی
رمان تحسین شده هیئت داوران:
- هامون و دریا، عباس جهانگیریان

### دوره دوم: سال ۱۳۸۲
بهترین رمان نوجوان:
- هزار و یک سال، شهریار مندنی‌پور

### دوره سوم: سال ۱۳۸۳
بهترین رمان نوجوان:
- (برنده‌ای نداشت)
رمان‌های تحسین شده:
- پارسیان و من (کاخ اژدها) و پارسیان و من (راز کوه پرنده)، آرمان آرین

### دوره چهارم: سال ۱۳۸۴
بهترین رمان نوجوان:
- شما که غریبه نیستید، هوشنگ مرادی کرمانی
رمان‌های تحسین شده:
- کاش یکی قصه‌اش را می‌گفت، شکوه قاسم‌نیا؛ رستاخیز فرا می‌رسد، آرمان آرین

## برگزیدگان جایزه مهرگان ادب در بخش «یک عمر تلاش در عرصه نوشتن»

### دوره اول: سال ۱۳۷۹
- زنده یاد احمد محمود؛ برای مجموعه آثار (با تأکید بر رمان همسایه‌ها)

### دوره دوم: سال ۱۳۸۲
- زنده یاد سیمین دانشور؛ برای مجموعه آثار (با تأکید بر رمان سووشون)

### دوره سوم: سال ۱۳۸۶
- زنده یاد علی اشرف درویشیان؛ برای مجموعه آثار (با تأکید بر رمان سال‌های ابری)

### دوره چهارم: سال ۱۳۹۶
- دکتر رضا براهنی؛ برای مجموعه آثار و خدمات

### دوره پنجم: سال ۱۳۹۷
هیئت داوران مهرگان ادب ارزیابی «مجموعه آثار» نویسندگان ادبیات داستانی معاصر ایران را آغاز کرده است.
برای انتخاب برگزیده این بخش از جایزه مهرگان ادب، اتفاق آرا میان داوران مرحله نهایی جایزه ضروری است.

## برگزیدگان جایزه مهرگان علم «علم برای همه» در حوزه محیط زیست

### دوره اول: سال ۱۳۷۹

#### بهترین کتاب
- حیات وحش ایران، مهره‌داران، مهندس اسکندر فیروز

### دوره دوم: سال ۱۳۸۰

#### بهترین کتاب
- خشکسالی و راه‌های مقابله با آن در ایران، دکتر پرویز کردوانی

### دوره سوم: سال ۱۳۸۱

#### بهترین کتاب
- اقتصاد زیست‌محیطی (لستر براون)، ترجمه دکتر حمید طراوتی

### دوره چهارم: سال ۱۳۸۲

#### بهترین کتاب
- علوم زیست‌محیطی (دانیل چیراس)، ترجمه مهندس محمدرضا داهی و بهرام معلمی

### دوره پنجم: سال ۱۳۸۳

#### بهترین کتاب
به‌طور مشترک:
- تغییر آب و هوا و اثرات زیست‌محیطی آن، دکتر نسترن رحیمی؛ جنگل‌های باستانی شمال در آستانه وداع، مهندس نسرین‌دخت خطیبی

### دوره ششم: سال ۱۳۸۴

#### بهترین کتاب
- تنوع حیات (ادوارد ویلسون)، ترجمه دکتر عبدالحسین وهاب‌زاده

### دوره هفتم: سال ۱۳۸۵

#### بهترین کتاب
- راهنمای صحرایی پستانداران ایران (با تجدید نظر و ویرایش جدید)، مهندس هوشنگ ضیائی
- مهندس هوشنگ ضیایی برای پژوهش‌های زیست‌محیطی و چند دهه خدمت به حیات وحش ایران نیز مورد تقدیر هیئت داوران

جایزه مهرگان علم قرار گرفت.

### سال‌های ۱۳۸۵–۱۳۸۹
در این سال‌ها به دلیل محدود بودن عناوین کتاب‌های زیست‌محیطی و انگشت‌شمار بودن آثار تألیفی، با نظر و تشخیص
هیئت داوران، جایزه مهرگان علم برگزار نشد. از سال ۱۳۹۰ برگزاری جایزه مهرگان علم به صورت دوسالانه ادامه
یافت.

### دوره‌های هشتم و نهم: سال‌های ۹۱–۱۳۹۰ (دوسالانه)
پس از بررسی و ارزیابی کلیه کتاب‌های چاپ اول، هیئت داوران هیچ‌یک از آثار تألیفی یا کتاب‌های ترجمه شده را شایسته دریافت جایزه مهرگان علم تشخیص نداد.
با توجه به تجربه سال‌های قبل و این دوره جایزه که نشان از محدودیت در عناوین و کیفیت کتاب‌های زیست‌محیطی داشت، به پیشنهاد دبیرخانه جایزه مهرگان علم و تصویب هیئت داوران مقرر شد در کنار انتخاب بهترین کتاب‌ها، برترین چهره‌ها و تشکل‌های مردم نهاد نیز با در نظر گرفتن اثربخشی تلاش‌های آنان در عرصه محیط زیست مورد ارزیابی قرار گرفته و برگزیده شوند.

### دوره‌های دهم و یازدهم: سال‌های ۹۳–۱۳۹۲ (دوسالانه)

#### بهترین کتاب
پس از بررسی و ارزیابی کلیه کتاب‌های چاپ اول، هیئت داوران هیچ‌یک از آثار تألیفی یا کتاب‌های ترجمه شده را شایسته دریافت جایزه مهرگان علم تشخیص نداد.

#### یک عمر تلاش در عرصه محیط زیست
برگزیده:
- دکتر سید آهنگ کوثر؛ چهره تأثیرگذار در عرصه محیط زیست ایران برای مجموعه آثار و خدمات

#### تشکل مردم‌نهاد
برگزیده:
- ()
شایسته تحسین:
- مدرسه طبیعت کاوی‌کُنج مشهد (با مدیریت سیمین کاظمی)؛ کانون آشنایی با حیات وحش (با مدیریت مهندس دنا ضیائی)؛ کانون سبز فارس (با مدیریت مهندس بهمن ایزدی)
شایسته تقدیر:
- مؤسسه خزنده‌شناسان پارس (با مدیریت دکتر هانیه غفاری)؛ افشین زارعی و محمدعلی الله‌قلی برای برنامه تلویزیونی هوای تازه

### دوره‌های دوازدهم و سیزدهم: سال‌های ۹۵–۱۳۹۴ (دوسالانه)

#### بهترین کتاب
برگزیده:
- اکولوژی و محیط زیست خودمونی نوشته آقای دکتر نصرت‌الله صفائیان به دلیل دارا بودن زبان و بیانی ساده و کمک به
آشنا کردن عموم مردم با محیط زیست
شایسته تقدیر:
- کتاب راهنمای میدانی طبیعت‌گردی با گیاهان ایران نوشته آقای مجید اسکندری

#### یک عمر تلاش در عرصه محیط زیست
برگزیده:
- دکتر بهرام حسن‌زاده کیابی؛ چهره تأثیرگذار در عرصه محیط زیست ایران برای مجموعه آثار و خدمات
شایسته تحسین:
- سید باقر موسوی؛ چهره تأثیرگذار، محیط‌بان و عکاس حیات وحش

#### برترین تشکل مردم‌نهاد
برگزیده:
- انجمن سبزگستران پاقلات؛ تشکل مردمی در نزدیکی لامرد در جنوب استان فارس؛ برای فعالیت‌های مؤثر زیست‌محیطی، مقابله با بیابان‌زایی و ایجاد پارک جنگلی به وسعت چهار هکتار، کشت نهال و گیاهان دارویی، ایجاد منطقه شکار ممنوع و احداث پاسگاه محیط‌بانی، علوفه‌رسانی، ساخت آب‌انبار و آبشخور برای حیات وحش، جلب مشارکت جوامع محلی و آموزش آن‌ها.
شایسته تحسین:
- گروه مردمی دیده‌بان استهبان فارس؛ تشکل مردمی در استهبان استان فارس؛ برای فعالیت‌های مؤثر زیست‌محیطی، نجات پرندگان مهاجر در چندین مرحله با حداقل امکانات، جلب مشارکت اهالی روستای بستروم فارس برای نجات جان ۱۰۰۰ جوجه فلامینگوی گرفتار شده در آبگیرهای خشک شده پارک ملی بختگان.

### دوره‌های چهاردهم و پانزدهم: سال‌های ۹۷–۱۳۹۶ (دوسالانه)
در این دوره کتاب‌های چاپ اول، فعالیت شخصیت‌ها و تشکل‌های مردم‌نهاد تأثیرگذار در عرصه محیط زیست ایران در دست بررسی و ارزیابی هیئت داوران مهرگان علم قرار دارد.
برای انتخاب برگزیده بخش مهرگان علم «یک عمر تلاش در عرصه محیط زیست» اتفاق آرا میان داوران مرحله نهایی جایزه ضروری است.